# Cannabis no Liechtenstein
A cannabis no Liechtenstein é ilegal, com severas penalidades para a produção, venda e porte de maconha para fins medicinais ou recreativos. 
Segundo o  Relatório Mundial sobre Drogas de 2011, 8,6% da população consome cannabis pelo menos uma vez por ano.  Uma pesquisa de 2016 de estudantes de 15 a 16 anos de idade no Liechtenstein constatou que 44% tinham fácil acesso à maconha. 

## História
Desde um decreto de 2005 encabeçado pelo príncipe Alois, o cânhamo foi proibido para uso em alimentos para bovinos, apesar das alegações de que isso levou à produção de mais leite desde que as vacas estavam "menos agitadas".  